# Webdriver Torso

Una diapositiva típica de Webdriver Torso. La pérdida de calidad es visible en el texto y a lo largo de los bordes del rectángulo.

Webdriver Torso  es una cuenta automatizada de YouTube creada por Google el 7 de marzo de 2013, que publicaba videos que mostraban diapositivas con cuadrados y rectángulos simples acompañadas de pitidos para probar el rendimiento del sitio web. 
El canal atrajo la atención pública en 2014, cuando se convirtió en una fuente de especulación para los espectadores que lo descubrieron y notaron su naturaleza inusual, así como tres videos atípicos con chistes. Se mantuvo como un misterio popular hasta que YouTube reconoció con humor que el canal existe como una utilidad de prueba interna. El canal dejó de publicar videos a su misma velocidad después de 624,735 videos a partir del 4 de mayo de 2017. El canal publicó algunos videos más entre mayo y agosto de 2018. y también subió un video el 22 de noviembre de 2008.

## Publicaciones
Del 23 de septiembre de 2013 al 30 de enero de 2025, el canal subió un total de 624.784 videos. El intervalo entre una carga y otra generalmente duró entre 1 y 15 minutos, pero a veces hasta una hora. Con la excepción de tres, todos los videos siguen el conjunto de estándares que se describen a continuación. El canal dejó de cargarse el 4 de mayo de 2017, pero se reanudó la carga el 18 de mayo de 2018 hasta cuatro días más tarde.
La mayoría de los videos tienen una duración de 11 segundos, aunque algunos también duran alrededor de 1 minuto, 5 minutos, o 25 minutos. Son presentaciones de diapositivas que muestran diapositivas de aproximadamente 1 segundo de duración cada una, Además de que los subía cada 10 segundos. Cada diapositiva consta de un fondo blanco sólido superpuesto por dos rectángulos opacos de color sólido, uno rojo y el otro azul. Ambos rectángulos tienen un tamaño, una forma y una posición aleatorios en la diapositiva. Cuando los dos se superponen, el rectángulo rojo siempre aparece sobre el azul, y en raras ocasiones, el rectángulo rojo cubre completamente el azul. Cada diapositiva tiene un tono de onda aleatorio generado por computadora. En la esquina de cada video, dice "aqua.flv - diapositiva (número con cuatro dígitos)". Los primeros videos fueron llamados "aqua", que luego se cambió a "tmp", una abreviatura de la palabra "plantilla" o "temporal", seguida de caracteres aleatorios.

### Subidas inusuales
El canal tiene tres videos que no siguen las reglas de la Comunidad de YouTube, con referencias o chistes internos. Uno de ellos, titulado "tmpRkRL85", aparece un video habitual hasta que el rectángulo rojo se convierte en una silueta de Rick Astley bailando (haciendo referencia al fenómeno de Rickrolling en la segunda mitad del video). Otro de ellos es un vídeo llamado "00014", donde aparece la Torre Eiffel siendo centellada por 6 segundos. Al final del video, la cámara se baja y la página de Facebook de Webdriver Torso es visible durante unos pocos cuadros. Actualmente, ese vídeo es el más viral de Webdriver Torso (exactamente 1,8 millones de visualizaciones). Por último, hay otro vídeo secreto llamado "0.455442373793", que es un corto de un episodio de una serie llamada "Aqua Teen Hunger Force" en español. Solo se puede ver en Francia, y requiere un pago de 1,99 € para verlo; además de que solo se puede pagar con una tarjeta de crédito francesa. Esos son algunos de los vídeos más destacados de Webdriver Torso, pero se cree que hay más vídeos que están ocultos, privados o eliminados.